# マスクゾロ
マスクゾロ（欧字名:Mask Zorro、2011年2月18日 - ）は、日本の競走馬、種牡馬。主な勝ち鞍に2016年のシリウスステークス。
芝でデビューしたがダートに転向し4歳でオープンクラスに出世。2016年、降級したが条件戦からジュライステークス（OP）、シリウスステークス（GIII）と3連勝で重賞勝利。その後左前脚に繋靱帯炎を発症し、1年休養。復帰したものの古傷が癒えずに復帰後2戦で引退となった。
馬名の由来は、小説『怪傑ゾロ』より。

## 経歴

### 2歳（2013年）

#### 芝でデビュー
8月3日、新潟競馬場の新馬戦（芝1800m）に戸崎圭太とともにデビューしたが13着、その後阪神競馬場の未勝利戦（芝1600m）では後に東京優駿（日本ダービー）を制覇するワンアンドオンリーから0.9秒離された8着と、芝のレースでは2戦続けて下位に沈んだ。

#### ダート転向
10月20日、京都競馬場の未勝利戦（ダート1800m）に幸英明とともに出走。単勝オッズ4.4倍の2番人気であった。スタートから後方12番手に位置していたが、第3コーナーに進入するまでに2番手に位置を上げ、最後の直線で逃げ馬ととらえて先頭、後続に1馬身3/4離して勝利、初勝利となった。
11月16日、連勝を狙って前走と同じ条件のもちのき賞（500万下）に出走したが5着となった。

### 3歳（2014年）
9月21日、阪神競馬場の3歳以上500万下での復帰、ジョルジェ・ペロヴィッチが騎乗し8着。その後、10月26日の京都競馬場で1着となり500万下クラスから1000万下へ昇級。
11月24日、津村明秀に乗り替わって臨んだ、京都競馬場の花背特別（1000万下）では単勝1番人気に推されたが、ハナ差で2着に敗れた。

### 4歳（2015年）
1月25日、五条坂特別（1000万下）に北村友一に乗り替わって出走。単勝オッズ2.5倍の1番人気の評価であった。スタート直後から3番手につけ先行。最後の直線では、前を行く2頭を差し切り、後ろに3/4馬身離して勝利、3勝目を挙げた。
3月10日、昇級初戦となる伊丹特別（1600万下）に武豊に乗り替わって出走、単勝オッズ2.9倍の1番人気の支持を受けた。先行し最終第4コーナーを過ぎたあたりで2番手に位置。逃げ馬をとらえて先頭に立ち、5番人気のスノーモンキーと競ったもののクビ差で制して勝利、4勝目及びオープンクラスに昇級することとなった。
4月18日、重賞初挑戦となるアンタレスステークスに、クリストフ・ルメールに乗り替わって出走、9着に終わった。
その後降級し、間を空けて12月6日、菱田裕二に乗り替わって堺ステークス（1600万下）に出走したが7着に敗れた。

### 5歳（2016年）
4月24日、桃山ステークス（1600万下）で復帰。鞍上は秋山真一郎が起用されて出走し、後方に3馬身半離して勝利、再びオープンクラスに昇級した。
7月17日、中京競馬場のジュライステークス（OP）に出走。単勝オッズ3.3倍の2番人気の支持であった。スタートでは外からハナを主張するモルトベーネが競りかけてくるもそれを制しハナを奪取、後続に従えたまま最後の直線に入ると、藤岡康太騎乗のブライトアイディアが競りかけたがそれを制して後続と差をさらに広げ、最終的には後続に6馬身つけての勝利となった。この勝利でオープン競走初勝利を挙げた。
2連勝で迎えた10月1日、副題として「凱旋門賞初売記念」を付した、第20回シリウスステークス（GIII）に出走。単勝オッズ3.6倍の1番人気に推された。1枠1番の内枠を活かしてハナに立ち、逃げを選択。1000メートル60秒5のペースを刻み、先頭のまま最後の直線へ進入。外からアポロケンタッキーやピオネロが競りかけてきたが、粘って先頭を保持、最終的にピオネロをクビ差で凌いで勝利。重賞初勝利を達成した。しかし、ゴール前でヨレて外から迫るピオネロの進路を妨害、騎乗した秋山真一郎に過怠金10万円が課された。そのため重賞勝利にもかかわらず、秋山の顔には笑みがなかった。レース後、検量室前の馬柵に入らずに下馬する光景が見られた。秋山は、「スタートが芝の上で滑る感じになり勢いがつきませんでしたが、ハナを切った後はスムーズで楽でした。手応え良く直線に向きましたが、さすがに重賞です、追い詰められました。でもよく踏ん張ってくれました。この馬は驚いたり、物見をしたりと課題もありますが、能力の高い馬。このまま順調にいってもらいたいですね」と振り返った。
10月4日、左前脚繋靱帯炎を発症していることが判明、管理する岡田稲男は「中筋に損傷が見つかったが思っていたよりも軽かった。重賞ではよく頑張ってくれたし、半年ほど休んで来年に備えたいと思う」として年内休養を発表し、その後放牧に出された。

### 6歳（2017年）
7月17日のマーキュリーカップに選出されていたが回避。7月16日、9か月ぶりの出走となる、名鉄杯（OP）に登録した。
直前の調教で助手は、「やる度に体の張りが増して、見た目が良くなっている。前走の前と体はそう変わりないし、脚元も何とか維持。能力を出し切れればだね」と評価していた。しかし左前肢跛行が発症し回避、競走除外となった。
8月26日、BSN賞（OP）に参戦。中谷雄太に乗り替わり、単勝オッズ3.4倍の1番人気の支持での出走となった。スタートでは外枠のため内側にいたスズカリバーにハナを譲り、2番手に位置付けた。最後の直線の半ばで2番手から逃げたスズカリバーを捉えて抜け出し、粘りこみを図った。しかしゴール寸前で外から追い込んだトップディーヴォに差し切られて2着となった。中谷は、「4コーナーで離されたのは久々の分だと思います。そのため早目に踏み出すことになりました。それでもしっかりと伸びているように能力の高い馬です」と評価した。
9月30日、前年に続く連覇がかかるシリウスステークスに酒井学に乗り替わって参戦。単勝オッズ3.9倍の1番人気に推されての出走となった。スタートからハナを主張し逃げ、最後の直線まで先頭を保持したが、後方に抜かれて後退、勝利した11番人気メイショウスミトモに0.8秒離された7着に終わった。酒井は「スムーズに無理なくレースを運べました。しかし、直線に向いた時には手応えがあやしくなりました。原因はよく分からないですね」と振り返った。
古傷が癒えないため、2018年1月10日付で競走馬登録を抹消、北海道新ひだか町のアロースタッドにて種牡馬となった。

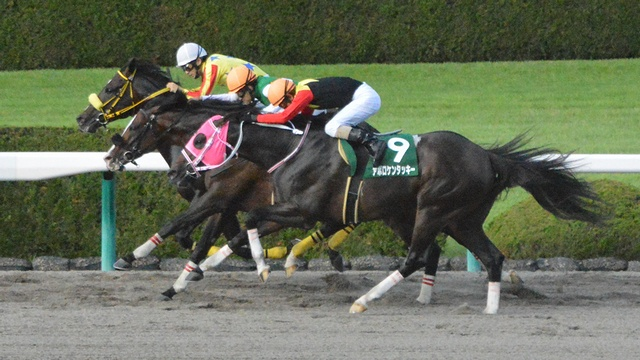
2016年シリウスステークス
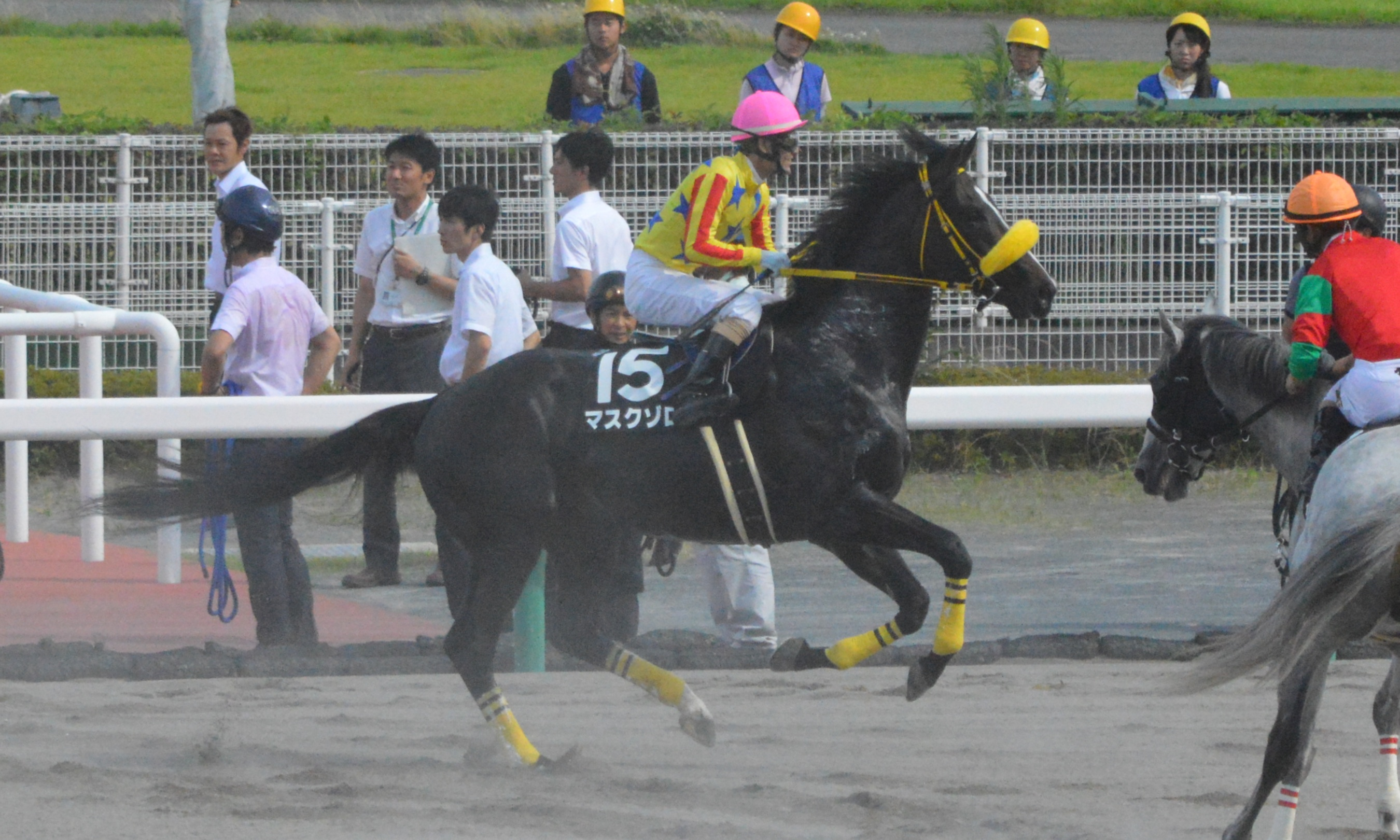
2017年名鉄杯

## 競走成績
以下の内容は、netkeiba.comの情報に基づく。
| 競走日     | 競馬場 | 競走名       | 格       | 距離（馬場）  | 頭 数 | 枠 番 | 馬 番 | オッズ （人気） | 着順 | タイム （上がり3F） | 着差 | 騎手            | 斤量 [kg] | 1着馬（2着馬）         | 馬体重 [kg] |
| ---------- | ------ | ------------ | -------- | ------------- | ----- | ----- | ----- | --------------- | ---- | ------------------- | ---- | --------------- | --------- | ---------------------- | ----------- |
| 2013.08.03 | 新潟   | 2歳新馬      |          | 芝1800m（良） | 18    | 6     | 11    | 042.80（8人）   | 13着 | R1:52.1（36.5）     | -2.8 | 0戸崎圭太       | 54        | クラリティシチー       | 534         |
| 0000.09.29 | 阪神   | 2歳未勝利    |          | 芝1600m（良） | 18    | 8     | 17    | 082.7（13人）   | 08着 | R1:37.4（34.0）     | -0.9 | 0幸英明         | 54        | ワンアンドオンリー     | 536         |
| 0000.10.20 | 京都   | 2歳未勝利    |          | ダ1800m（不） | 12    | 1     | 1     | 004.40（2人）   | 01着 | R1:52.5（37.2）     | -0.3 | 0幸英明         | 55        | （アカリロンドン）     | 538         |
| 0000.11.16 | 京都   | もちの木賞   | 500万下  | ダ1800m（稍） | 11    | 6     | 6     | 007.10（3人）   | 05着 | R1:53.0（36.4）     | -1.3 | 0幸英明         | 55        | メイショウイチオシ     | 540         |
| 2014.09.21 | 阪神   | 3歳上500万下 |          | ダ1800m（良） | 16    | 6     | 11    | 014.30（6人）   | 08着 | R1:53.3（39.1）     | -0.9 | 0D.ペロヴィッチ | 54        | エーシンエポナ         | 544         |
| 0000.10.26 | 京都   | 3歳上500万下 |          | ダ1800m（良） | 12    | 5     | 5     | 009.80（5人）   | 01着 | R1:50.7（36.2）     | -0.4 | 0D.ペロヴィッチ | 55        | （エノラブエナ）       | 532         |
| 0000.11.24 | 京都   | 花背特別     | 1000万下 | ダ1800m（良） | 16    | 4     | 8     | 002.30（1人）   | 02着 | R1:51.7（36.4）     | -0.0 | 0秋山真一郎     | 55        | ダノンバトゥーラ       | 532         |
| 2015.01.25 | 京都   | 五条坂特別   | 1000万下 | ダ1800m（稍） | 16    | 1     | 1     | 002.50（1人）   | 01着 | R1:51.9（35.5）     | -0.1 | 0北村友一       | 56        | （サンライズホーム）   | 536         |
| 0000.03.01 | 阪神   | 伊丹S        | 1600万下 | ダ1800m（不） | 16    | 5     | 10    | 002.90（1人）   | 01着 | R1:49.6（36.8）     | -0.0 | 0武豊           | 55        | （スノーモンキー）     | 530         |
| 0000.04.18 | 阪神   | アンタレスS  | GIII     | ダ1800m（良） | 16    | 5     | 9     | 010.20（5人）   | 09着 | R1:50.8（38.1）     | -1.2 | 0C.ルメール     | 56        | クリノスターオー       | 526         |
| 0000.12.06 | 阪神   | 堺S          | 1600万下 | ダ1800m（良） | 13    | 4     | 4     | 005.50（4人）   | 07着 | R1:52.7（37.5）     | -1.1 | 0菱田裕二       | 57        | メイショウウタゲ       | 538         |
| 2016.04.24 | 京都   | 桃山S        | 1600万下 | ダ1900m（良） | 11    | 7     | 8     | 018.00（7人）   | 01着 | R1:55.9（36.4）     | -0.6 | 0秋山真一郎     | 57        | （ミキノハルモニー）   | 540         |
| 0000.07.17 | 中京   | ジュライS    | OP       | ダ1800m（良） | 12    | 6     | 7     | 003.30（2人）   | 01着 | R1:51.0（36.0）     | -1.0 | 0秋山真一郎     | 56        | （ブライトアイディア） | 534         |
| 0000.10.01 | 阪神   | シリウスS    | GIII     | ダ2000m（稍） | 11    | 1     | 1     | 003.60（1人）   | 01着 | R2:01.7（36.4）     | -0.0 | 0秋山真一郎     | 56        | （ピオネロ）           | 532         |
| 2017.07.16 | 中京   | 名鉄杯       | OP       | ダ1800m（良） | 15    | 8     | 15    |                 | 除外 |                     |      | 0秋山真一郎     | 58        | オウケンワールド       | 534         |
| 0000.08.26 | 新潟   | BSN賞        | OP       | ダ1800m（重） | 15    | 7     | 13    | 003.40（1人）   | 02着 | R1:51.6（37.3）     | -0.1 | 0中谷雄太       | 57        | トップディーヴォ       | 538         |
| 0000.09.30 | 阪神   | シリウスS    | GIII     | ダ2000m（良） | 16    | 3     | 6     | 003.90（1人）   | 07着 | R2:04.7（38.5）     | -0.8 | 0酒井学         | 57.5      | メイショウスミトモ     | 540         |

## 種牡馬時代
2018年1月10日に競走馬登録を抹消し、翌11日にアロースタッドに到着。種付け料は受胎確認後に支払うの30万円に設定された。2018年シーズンから種牡馬生活に入った。アロースタッドのカタログでは「南北両半球でGI勝ち馬を送るローマンルーラー初の本邦後継種牡馬!」と銘打っている。2019年に生まれたマスクゾロ産駒は7頭である。
2021年6月29日、北海道浦河町の大道牧場に移動し種牡馬生活を続けることになった。
2022年1月30日、小倉競馬第3競走（ダート1,000m）でキョウエイゾロが勝利し、産駒のJRA初勝利となった。

## 血統表
| マスクゾロの血統           | マスクゾロの血統                                          | マスクゾロの血統                                          | （血統表の出典）                                          | （血統表の出典） |
| 父系                       | Mr. Prospector系                                          | Mr. Prospector系                                          | Mr. Prospector系                                          | [ § 2 ]          |
| 父 Roman Ruler 2002 黒鹿毛 | 父の父Fusaichi Pegasus 1997 鹿毛                          | Mr. Prospector                                            | Raise a Native                                            | Raise a Native   |
| 父 Roman Ruler 2002 黒鹿毛 | 父の父Fusaichi Pegasus 1997 鹿毛                          | Mr. Prospector                                            | Gold Digger                                               |                  |
| 父 Roman Ruler 2002 黒鹿毛 | 父の父Fusaichi Pegasus 1997 鹿毛                          | Angel Fever                                               | Danzig                                                    | Danzig           |
| 父 Roman Ruler 2002 黒鹿毛 | 父の父Fusaichi Pegasus 1997 鹿毛                          | Angel Fever                                               | Rowdy Angel                                               |                  |
| 父 Roman Ruler 2002 黒鹿毛 | 父の母Silvery Swan 1994 黒鹿毛                            | Silver Deputy                                             | Deputy Minister                                           | Deputy Minister  |
| 父 Roman Ruler 2002 黒鹿毛 | 父の母Silvery Swan 1994 黒鹿毛                            | Silver Deputy                                             | Silver Valley                                             |                  |
| 父 Roman Ruler 2002 黒鹿毛 | 父の母Silvery Swan 1994 黒鹿毛                            | Sociable Duck                                             | Quack                                                     | Quack            |
| 父 Roman Ruler 2002 黒鹿毛 | 父の母Silvery Swan 1994 黒鹿毛                            | Sociable Duck                                             | Unsociable                                                |                  |
| 母 Saravati 2006 黒鹿毛    | 母の父Giant's Causeway 1997 栗毛                          | Storm Cat                                                 | Storm Bird                                                | Storm Bird       |
| 母 Saravati 2006 黒鹿毛    | 母の父Giant's Causeway 1997 栗毛                          | Storm Cat                                                 | Terlingua                                                 |                  |
| 母 Saravati 2006 黒鹿毛    | 母の父Giant's Causeway 1997 栗毛                          | Mariah's Storm                                            | Rahy                                                      | Rahy             |
| 母 Saravati 2006 黒鹿毛    | 母の父Giant's Causeway 1997 栗毛                          | Mariah's Storm                                            | イメンス                                                  |                  |
| 母 Saravati 2006 黒鹿毛    | 母の母Our Dani 1993 黒鹿毛                                | Homebuilder                                               | Mr. Prospector                                            | Mr. Prospector   |
| 母 Saravati 2006 黒鹿毛    | 母の母Our Dani 1993 黒鹿毛                                | Homebuilder                                               | Smart Heiress                                             |                  |
| 母 Saravati 2006 黒鹿毛    | 母の母Our Dani 1993 黒鹿毛                                | Lovely Briar                                              | ダンディルート                                            | ダンディルート   |
| 母 Saravati 2006 黒鹿毛    | 母の母Our Dani 1993 黒鹿毛                                | Lovely Briar                                              | Lover's Walk                                              |                  |
| 母系(F-No.)                | 11号族(FN:F11-f)                                          | 11号族(FN:F11-f)                                          | 11号族(FN:F11-f)                                          | [ § 3 ]          |
| 5代内の近親交配            | Mr. Prospector 3×4×5、Northern Dancer 5×5、Never Bend 5×5 | Mr. Prospector 3×4×5、Northern Dancer 5×5、Never Bend 5×5 | Mr. Prospector 3×4×5、Northern Dancer 5×5、Never Bend 5×5 | [ § 4 ]          |
| 出典                       | 1. 2. 3. 4.                                               | 1. 2. 3. 4.                                               | 1. 2. 3. 4.                                               | 1. 2. 3. 4.      |

- 主な近親にミトノオー（兵庫チャンピオンシップ、平安ステークス）